# Chris Wallace (journaliste)
Pour les articles homonymes, voir Christopher Wallace et Wallace.
Christopher Wallace, dit Chris Wallace, né le 12 octobre 1947 à Chicago, est un journaliste américain et ancien présentateur du programme Fox News Fox News Sunday. Wallace est connu pour ses interviews difficiles et de grande envergure, pour lesquelles il est souvent comparé à son père, le journaliste de 60 Minutes Mike Wallace. Adolescent, Wallace est devenu l'assistant de Walter Cronkite lors de la Convention nationale républicaine de 1964. Après avoir obtenu son diplôme de l'Harvard University, il a travaillé comme reporter national pour The Boston Globe où il a été décrit par son patron comme un "reporter agressif et ambitieux".
Après avoir vu l'impact de la télévision sur les informations à la Convention nationale républicaine de 1972, il s'est concentré sur le travail sur les informations diffusées, d'abord à NBC (1975-1988) où il a été correspondant à la Maison Blanche aux côtés des contemporains CBS de Lesley Stahl et ABC de Sam Donaldson. Wallace a également travaillé comme présentateur pour NBC Nightly News et animateur de Meet the Press. Il a ensuite travaillé pour ABC, où il a été présentateur pour Primetime Thursday et Nightline (1989-2003). Wallace est la seule personne à avoir été l'hôte et le modérateur de plus d'un des principaux débats politiques du dimanche matin, ce qu'il a fait pendant son séjour à NBC. De 2003 à 2021, Wallace a animé Fox News Sunday, sur lequel ses entretiens avec des politiciens tels que Barack  Obama, Donald Trump et le président russe Vladimir Poutine ont été acclamés,.
Selon un sondage de 2018, il a été classé comme l'un des présentateurs de nouvelles télévisées les plus fiables en Amérique. Il est entré dans l'histoire quand il a été choisi pour modérer le débat présidentiel américain 2016 entre Donald Trump et l'ancienne secrétaire d'État Hillary Clinton, le premier pour un journaliste de Fox News. Il a reçu des éloges des deux côtés de l'allée pour son interrogatoire difficile des deux candidats à la présidentielle, avec The New York Times écrit, "M. Wallace a mélangé l'humour avec les réprimandes et la persévérance avec patience pour guider ses charges vers  la rencontre la plus substantielle d'une élection inhabituellement vicieuse.", Il a de nouveau été choisi pour modérer le premier Débat présidentiel des États-Unis 2020 entre le président Trump et l'ancien vice-président Joe Biden. Après ce débat, il l'a qualifié de chaotique et a reconnu qu'il aurait dû être plus strict sur les interruptions du président Trump dès le début. Wallace a remporté un Peabody Award et un Prix George Polk en journalisme pour l'ensemble de ses réalisations.

## Biographie

### Enfance et éducation
Wallace est né à Chicago, dans l'Illinois, au journaliste de longue date CBS  60 Minutes  Mike Wallace et Norma Kaphan. Wallace est Juif ; ses deux parents étaient juifs. Il s'appelait Christopher  parce qu'il est né le Columbus Day. Ses parents ont divorcé quand  il avait un an ;  il a grandi avec sa mère et son beau-père Bill Leonard, président de CBS News. Leonard lui a donné une exposition précoce au journalisme politique, l'engageant comme assistant de Walter Cronkite à la Convention nationale républicaine de 1964. Wallace n'a développé une relation avec son père Mike qu'à l'âge de 14 ans. Il a d'abord rapporté des nouvelles à l'antenne pour WHRB, la station de radio étudiante à Harvard. Il a couvert de manière mémorable l'occupation étudiante de University Hall en 1969 et a été détenu par Cambridge policiers, utilisant son seul appel téléphonique pour signer un rapport de la prison de Cambridge City avec « Voici Chris Wallace de WHRB News un reportage de la prison du comté de Middlesex en détention.

### Carrière
Il présente de 2003 à 2021 Fox News Sunday, l'émission politique dominicale du réseau de télévision américain FOX, mais a auparavant travaillé au sein de plusieurs rédactions, dont celles de ABC News et de NBC News. Au sein de cette dernière, il a animé l'émission Meet the Press ; il est ainsi le seul journaliste américain ayant présenté deux « Sunday morning talk shows », magazine politique hebdomadaire, tel Meet the Press ou Fox News Sunday, composé d'interviews et de débats politiques, diffusé chaque dimanche matin, à 9 heures, sur chacun des réseaux de télévision américains.
Chris Wallace est le fils de Mike Wallace, journaliste et personnalité historique de l'émission de télévision 60 Minutes diffusée sur CBS.
Il est choisi pour tenir le rôle de modérateur lors du premier débat le 29 septembre 2020 entre le président sortant Donald Trump et le candidat Joe Biden pour l’élection présidentielle américaine de 2020.